# Costume rosa
Costume rosa è l'album d'esordio dei Pensione Libano, pubblicato nel 2000 dalla Tube Records.

## Tracce
1. Cosa sei?
2. 10 fermate
3. Dove sei
4. Sto bene
5. Costume rosa
6. Va così
7. Lei non c'è
8. In mezzo a quella gente
9. Verità e bugie
10. Che cosa aspetti
11. Flipper
12. Cerchi nella notte
13. Sandy
14. La mia stessa
15. Intorno ai dubbi miei
16. Dai dai